# Canton de Carvin
Le canton de Carvin est une circonscription électorale française située dans le département du Pas-de-Calais et la région Hauts-de-France.
Les limites territoriales du canton ont été à de nombreuses fois modifiées ; passant à 4 communes en 1962 ; 2 en 1982 et 3 en 2015.

## Géographie
Ce canton est organisé autour de Carvin dans l'arrondissement de Lens. Son altitude varie de 17 m (Carvin) à 42 m (Carvin) pour une altitude moyenne de 25 m.

## Histoire

Le canton de Carvin dans l'arrondissement de Lens

### Un territoire fluctuant
Créé par la Révolution française sur les décombres de l'ancien régime, au XIXe siècle,  le canton de Carvin a épousé  les contours d'un territoire qui correspondait alors à peu de chose près à ce qu'est aujourd'hui  la CaHC (communauté d'agglomération Hénin Carvin). 
Le canton est modifié en 1962 et comporte quatre communes : Carvin, Courrières, Oignies et Libercourt et change d'arrondissement passant de celui de Béthune à celui de Lens, nouvellement créé. Le canton se sépare en 1982 des communes de Courrières et d'Oignies qui forment ensemble le canton de Courrières. Le canton de Carvin ne comporte plus à partir de cette année-là, deux communes : Carvin et Libercourt.
De redécoupage en redécoupage, le territoire du canton s'est limité jusqu'en 2015 à celui des deux communes de Carvin et de Libercourt que la scission de 1947 avait fini par séparer faisant ainsi droit aux velléités séparatistes des habitants du hameau de Libercourt excentré par rapport à Carvin. Le dernier redécoupage en vigueur a ajouté la commune de Courrières à celles de Carvin et Libercourt.

## Représentation

### Conseillers d'arrondissement (de 1833 à 1940)
Le canton de Carvin appartenait à l'arrondissement de Béthune.
| Période | Période          | Identité                             | Étiquette   | Qualité |
| ------- | ---------------- | ------------------------------------ | ----------- | --- |
| 1833    | 1848             | Louis Constant Béharelle (1788-1875) |             | Notaire à Hénin-Liétard, maire de Mazingarbe (1859-1870) |
| 1848    |                  | M. Gourvet                           |             | Maire de Montigny-en-Gohelle |
|         |                  |                                      |             | |
| av.1884 | 1895             | Paul Delaby                          |             | Industriel à Courcelles-lès-Lens |
| 1895    | 1901             | Émile Breton (1831-1902)             | Républicain | Artiste peintre, maire de Courrières |
| 1901    | 1902 (démission) | Maurice Tilloy                       | Républicain | Industriel, président des distilleries de Courrières et des mines d'Ostricourt Maire de Courrières (1898-1919)                                                  |
| 1902    | 1907             | Auguste Peugniez-Bécu                | Républicain | Brasseur, maire de Courcelles-lès-Lens |
| 1907    | 1913             | Henri-Joseph Pruvot-Bartier (1849-?) | Radical     | Fabricant de chicorée, conseiller municipal d'Hénin-Liétard Président du conseil d'arrondissement                                                               |
| 1913    | 1918 (décès)     | Uriane Sorriaux                      | SFIO        | Ouvrier mineur, maire de Courrières (1912-1918) mort en captivité à Vilvorde, en Belgique, le 26 juillet 1918                                                   |
| 1918    | 1919             | siège vacant                         |             | |
| 1919    | 1931             | Eugène Chopin (1882-1966)            | SFIO        | Ouvrier mineur, puis employé de mairie, maire de Montigny-en-Gohelle                                                                                            |
| 1931    | 1937             | François Autem (1900-1943)           | SFIO        | Mineur Adjoint au maire de Dourges |
| 1937    | 1940             | André Pantigny (1900-1944)           | SFIO        | Instituteur, secrétaire de la Fédération socialiste du Pas-de-Calais, Oignies mort en déportation le 4 décembre 1944 à Gross-Rosen (Rogosnica, Pologne occupée) |
| 1940    |                  |                                      |             | Les conseils d'arrondissement ont été suspendus par la loi du 12 octobre 1940 et n'ont jamais été réactivés                                                     |

### Conseillers généraux de 1833 à 2015
| Période                                  | Période                    | Identité                 | Étiquette    | Qualité |
| ---------------------------------------- | -------------------------- | ------------------------ | ------------ | --- |
| 1833                                     | 1835 (démission)           | Augustin Dubois          |              | Notaire et propriétaire à Carvin-Epinoy |
| 1835                                     | 1848                       | Charles-Louis Baggio     |              | Notaire royal, propriétaire Maire de Carvin-Epinoy                                                                                                 |
| 1848                                     | 1870                       | Christian-Quintus Boutry |              | Substitut du Procureur du Roi à Arras |
| 1870                                     | 1901 (décès)               | Louis de Clercq          | Droite       | Propriétaire Maire d'Oignies Député (1871-1876, 1877-1881 et 1885-1889)                                                                            |
| 1902                                     | 1910                       | Maurice Tilloy           | Républicain  | Industriel, président des distilleries de Courrières et des mines d'Ostricourt Maire de Courrières (1898-1919)                                     |
| 1910                                     | 1919                       | Henri Sougey             | Rad.         | Épicier, marchand de chaussures Maire de Carvin (1908-1919)                                                                                        |
| 1919                                     | 1935 (décès)               | Henri Leclercq           | SFIO         | Ouvrier mineur conseiller municipal d'Hénin-Liétard                                                                                                |
| 1935                                     | 1940 (déchu de son mandat) | Cyprien Quinet           | PC-SFIC      | Mineur à Carvin Député (1936-1940) Déchu à la suite du décret Daladier                                                                             |
|                                          |                            |                          |              | |
| 1943                                     | 1945                       | Constant Caboche         | ?            | Commerçant Maire d'Oignies Nommé conseiller départemental en 1943                                                                                  |
|                                          |                            |                          |              | |
| 1945                                     | 1949 (décès)               | Gustave Lecointe         | PCF          | Ouvrier mineur Maire de Montigny-en-Gohelle |
| 1949                                     | 1955                       | Camille Delabre          | SFIO         | Instituteur Maire de Courrières (1945-1981) Député (1954-1958)                                                                                     |
| 1955                                     | 1961                       | Fernand Darchicourt      | SFIO         | Mineur Maire d'Hénin-Liétard (1953-1959) Député (1958-1968)                                                                                        |
| 1961                                     | 1973                       | Camille Delabre          | SFIO puis PS | Instituteur retraité Maire de Courrières (1945-1981) Député (1954-1958)                                                                            |
| 1973                                     | 1979                       | Joseph Legrand           | PCF          | Mineur Maire de Carvin (1977-1985) Député (1973-1986)                                                                                              |
| 1979                                     | 2004                       | Odette Dauchet           | PCF          | Sous-chef de section à la société de secours minière d'Oignies (employée de bureau) Maire de Carvin (1985-2001) Vice-Présidente du Conseil Général |
| 2004                                     | 2015                       | Daniel Maciejasz         | PS           | Enseignant Maire de Libercourt |
| Les données manquantes sont à compléter. |                            |                          |              | |

### Conseillers départementaux depuis 2015
| Période élective | Période élective | Mandat | Mandat   | Identité          | Nuance | Nuance | Qualité |
| ---------------- | ---------------- | ------ | -------- | ----------------- | ------ | ------ | --- |
| 2015             | 2021             | 2015   | 2021     | Daniel Maciejasz  |        | PS     | Enseignant retraité Maire de Libercourt Premier Vice-président du Conseil départemental : finances, personnel départemental |
| 2015             | 2021             | 2015   | 2021     | Patricia Rousseau |        | PS     | Maire-adjointe de Courrières                                                                                                |
| 2021             | 2028             | 2021   | en cours | Daniel Maciejasz  |        | PS     | Conseiller sortant, 2ème Vice-Président du conseil départemental                                                            |
| 2021             | 2028             | 2021   | en cours | Cécile Yosbergue  |        | PS     | Adjointe au maire de Carvin                                                                                                 |

### Résultats détaillés

#### Élections de mars 2015
À l'issue du 1er tour des élections départementales de 2015, deux binômes sont en ballottage : Philippe Boursaud et Anne-Sophie Pollet (FN, 42,82 %) et Daniel Maciejasz et Patricia Rousseau (PS, 34,6 %). Le taux de participation est de 47,82 % (12 565 votants sur 26 274 inscrits) contre 51,81 % au niveau départemental et 50,17 % au niveau national.
Au second tour, Daniel Maciejasz et Patricia Rousseau (PS) sont élus avec 51,63 % des suffrages exprimés et un taux de participation de 50,15 % (6 286 voix pour 13 125 votants et 26 174 inscrits).

#### Élections de juin 2021
Le premier tour des élections départementales de 2021 est marqué par un très faible taux de participation (33,26 % au niveau national). Dans le canton de Carvin, ce taux de participation est de 31,01 % (8 160 votants sur 26 316 inscrits) contre 35,19 % au niveau départemental. À l'issue de ce premier tour, deux binômes sont en ballottage : Daniel Maciejasz et Cécile Yosbergue (PS, 43,38 %) et Arnaud de Rigné et Annie Kaczor (RN, 33,43 %).
Le second tour des élections est marqué une nouvelle fois par une abstention massive équivalente au premier tour. Les taux de participation sont de 34,36 % au niveau national, 34,96 % dans le département et 31,16 % dans le canton de Carvin. Daniel Maciejasz et Cécile Yosbergue (PS) sont élus avec 61,18 % des suffrages exprimés (4 812 voix pour 8 204 votants et 26 325 inscrits),,. 

## Composition

### Composition de 1962 à 1982
Le canton regroupait les quatre communes suivantes :
- Carvin
- Courrières
- Libercourt
- Oignies

### Composition de 1982 à 2015
Le canton de Carvin regroupait 2 communes
| Nom                | Code Insee | Codepostal | Superficie (km2) | Population (dernière pop. légale) | Densité (hab./km2) |
| ------------------ | ---------- | ---------- | ---------------- | --------------------------------- | ------------------ |
| Carvin (chef-lieu) | 62215      | 62220      | 21,03            | 17 198 (2012)                     | 818                |
| Libercourt         | 62907      | 62820      | 6,60             | 8 460 (2012)                      | 1 282              |

### Composition depuis 2015
Le nouveau canton de Carvin comprend 3 communes entières.
| Nom                            | Code Insee | Intercommunalité | Superficie (km2) | Population (dernière pop. légale) | Densité (hab./km2) | Modifier                                    |
| ------------------------------ | ---------- | ---------------- | ---------------- | --------------------------------- | ------------------ | ------------------------------------------- |
| Carvin (bureau centralisateur) | 62215      | CA Hénin-Carvin  | 21,03            | 17 966 (2022)                     | 854                | modifier les données · modifier les données |
| Courrières                     | 62250      | CA Hénin-Carvin  | 8,63             | 10 160 (2022)                     | 1 177              | modifier les données · modifier les données |
| Libercourt                     | 62907      | CA Hénin-Carvin  | 6,60             | 8 047 (2022)                      | 1 219              | modifier les données · modifier les données |
| Canton de Carvin               | 6221       |                  | 36,26            | 36 173 (2022)                     | 998                | modifier les données                        |

## Démographie

### Démographie avant 2015
| 1962   | 1968   | 1975   | 1982   | 1990   | 1999   | 2006   | 2011   | 2012   |
| ------ | ------ | ------ | ------ | ------ | ------ | ------ | ------ | ------ |
| 26 662 | 27 823 | 25 438 | 26 299 | 26 819 | 26 626 | 26 466 | 25 533 | 25 658 |

### Démographie depuis 2015
En 2022, le canton comptait 36 173 habitants, en évolution de +0,09 % par rapport à 2016 (Pas-de-Calais : −0,72 %, France hors Mayotte : +2,11 %).
| 2013   | 2018   | 2022   |
| ------ | ------ | ------ |
| 36 046 | 36 280 | 36 173 |